# Овочівництво

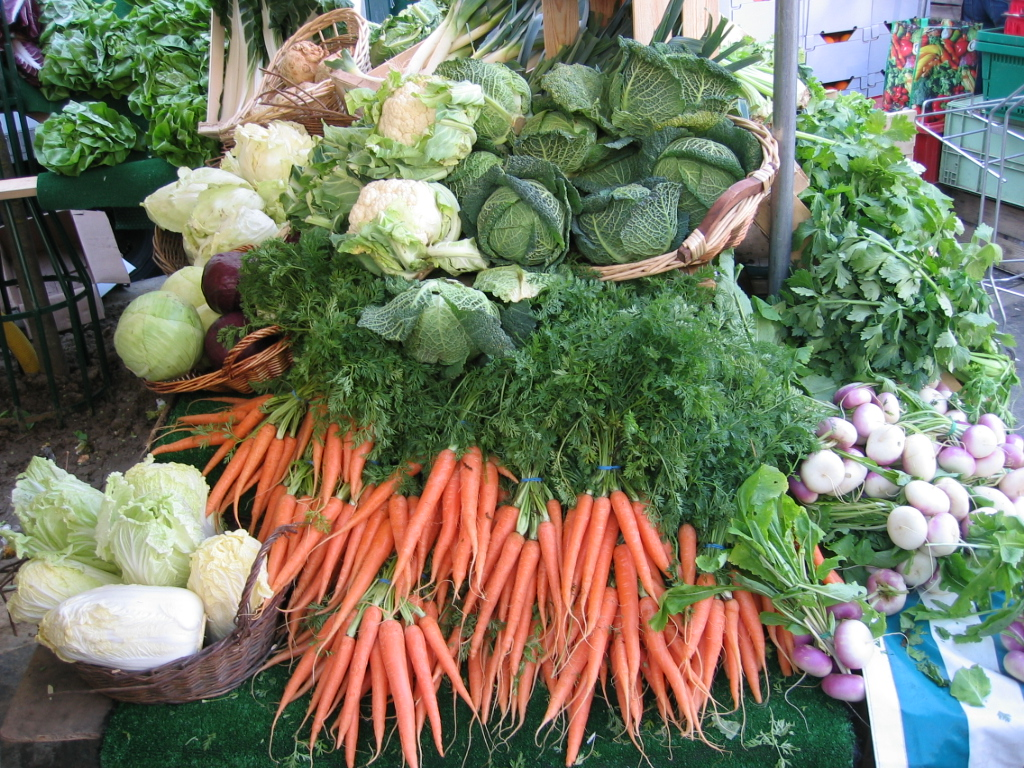
Овочі на базарі

Горо́дництво, овочівни́цтво — вирощування городніх культур як галузь сільського господарства. Галузь сільського господарства, що виробляє овочеву й баштанну продукцію, розробляє і вдосконалює технології вирощування овочевих і баштанних культур відкритого й закритого ґрунту, селекціонує їх (насінництво); включає грибництво.

## Овочівництво в Україні

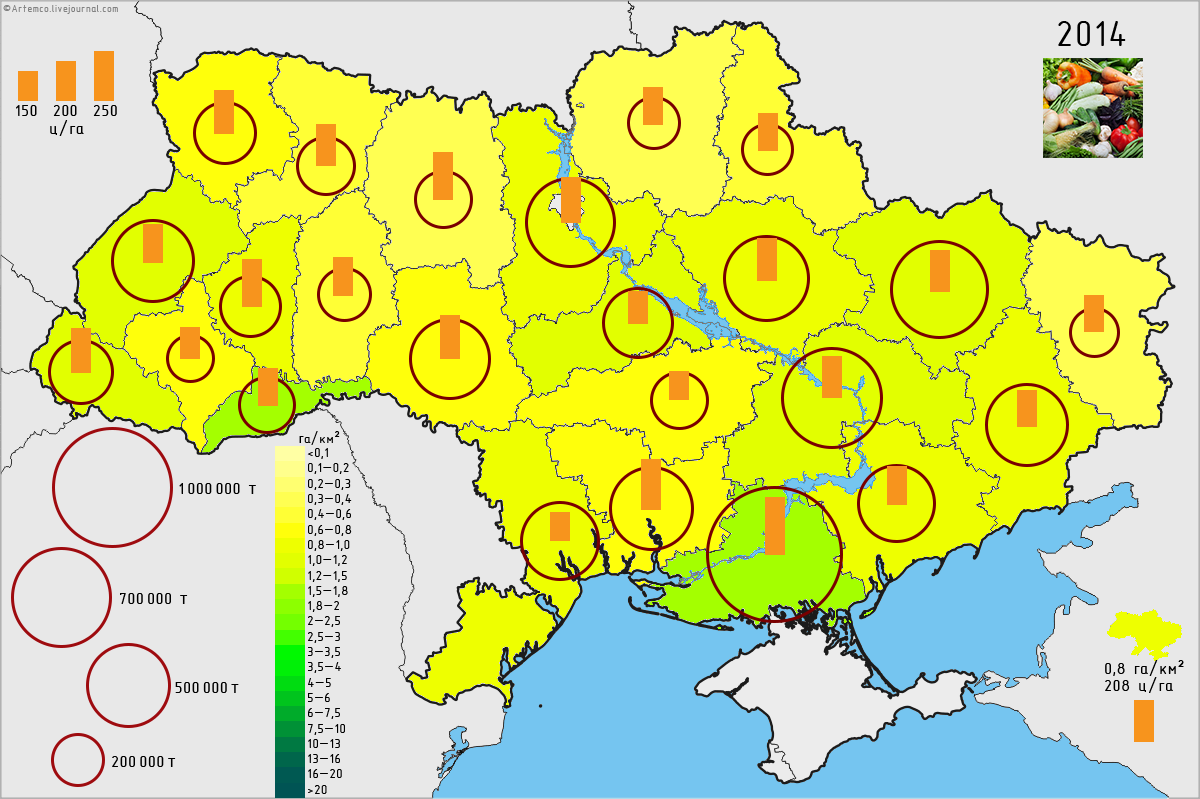
Виробництво овочів в Україні, 2014

Україна входить у першу десятку світових лідерів за валовим виробництвом овочевої і баштанної продукції, а в розрахунку на душу населення займає дев'яте місце у світі. Проте серед 20 передових країн світу Україна посідає 18-те місце за рівнем урожайності. Генетичний потенціал вітчизняних сортів і гібридів використовується лише на 30 відсотків.[джерело?]
Перехід овочівництва до ринкових умов супроводжується зменшенням виробництва овочів у сільськогосподарських підприємствах і збільшенням у населення, де сконцентровано близько 90 відсотків виробництва овочів.
Якщо в 90-х роках XX століття сільськогосподарські підприємства виробляли 71 відсоток овочевої продукції, а 29 відсотків — населення, у 2000—2011 роках тенденція змінилася на протилежну. Населення вирощує до 90 відсотків овочів (6,8—7,1 млн тонн), а сільськогосподарські підприємства — до 10 відсотків (0,9—1,1 млн тонн). Водночас до 30 відсотків вирощених овочів через відсутність овочесховищ і переробних потужностей утрачається під час зберігання.
Ефективність функціонування овочівництва та переробної галузі як єдиної системи значною мірою стримується внаслідок порушення партнерських відносин між сільськогосподарськими товаровиробниками, переробними та торговельними підприємствами. Прибутковість у ланцюзі «виробництво — переробка — реалізація» досягається шляхом збитковості виробничої ланки та спекулятивного ціноутворення в системі гуртової та роздрібної торгівлі. Якість продукції, яка доходить до споживача, не відповідає сертифікаційним вимогам. В Україні тільки почалася розвиватися система гуртової торгівлі овочами через організовані продовольчі ринки, де продавець гарантує збут продукції на економічно вигідних умовах. У державі діє система стихійного продажу овочів. Ланцюг «виробник — гуртовий продавець — роздрібний продавець — споживач»
перевантажений великою кількістю суб'єктів господарювання, що значною мірою підвищує ціни на овочеву продукцію. Доходи посередників перевищують доходи виробників майже у 1,5-2 рази.
На даний час 30 відсотків овочів, які сьогодні реалізовуються через мережу роздрібної торгівлі, імпортується з інших держав. Обсяг виробництва власної продукції неможливо збільшити з таких причин:
- відсутність прямої фінансової допомоги на овочівництво;
- незадовільне інвестування у будівництво овочесховищ та інших об'єктів інфраструктури;
- низький рівень агротехнологій під час вирощування овочевих культур унаслідок недостатнього ресурсного та технологічного забезпечення, зокрема використання технологій, які адаптовані для окремих сортів і гібридів, точного висівання, касетної розсади, внесення мікродоз регуляторів росту та пестицидів;
- незадовільний стан зберігання. Лише до 20 відсотків овочесховищ відповідають сучасним вимогам. У наш час[коли?] потреба в будівництві нових сховищ для зберігання овочів становить в обсязі до 2 млн тонн.

Через відсутність вітчизняного машинобудування для овочівництва та переробної галузі внаслідок високих цін на іноземні аналоги сільгосптоваровиробники мало використовують у вирощуванні овочевих культур нові конструкції сівалок, обприскувачів, культиваторів, машин для висаджування розсади, поливу, догляду за рослинами та збирання врожаю.
У переробній галузі відсутнє вітчизняне обладнання з енергоощадними технологіями, зокрема лінії з миття, сортування, консервації, пакування та інше.
Основними причинами, які стримують нарощення обсягу виробництва овочів у закритому ґрунті та на зрошувальних землях, є високі ціни на природний газ та електроенергію, а також високі відсоткові ставки за банківськими кредитами, що унеможливлює будівництво нових тепличних комплексів та реконструкцію дійсних.

## Овочівництво як наукова спеціальність
Напрями досліджень:
- Розроблення і вдосконалення технології вирощування товарної продукції, насіння овочевих і баштанних культур у відкритому та закритому ґрунті.
- Удосконалення технології одержання ранньої продукції у відкритому ґрунті (зокрема ранньої картоплі).
- Конвеєрне виробництво овочевої продукції.
- Вирощування товарної овочевої продукції за рахунок розігріву теплиць.
- Способи підготовки насіння овочевих культур до сівби.
- Розроблення та вдосконалення технології вирощування розсади.
- Вплив органічних і мінеральних добрив на продуктивність рослин овочевих культур.
- Овочеві сівозміни, культурозміни, рамозміни і підготовка ґрунту в них під овочеві культури.
- Розроблення, вдосконалення енергоощадних технологій вирощування товарної продукції та насіння овочів і баштану.
- Удосконалення технології вирощування овочевих культур, придатних для тривалого зберігання.
- Розроблення та вдосконалення технології виробництва грибів.
- Розроблення конструкцій і методів використання споруд закритого ґрунту.
- Вирощування овочевих, баштанних культур на поливних, осушуваних землях.
- Способи збереження сортової чистоти і якості насіння.
- Добір сортів для збільшення ефективності виробництва овочевої та баштанної продукції.